# 1994–1995-ös kupagyőztesek Európa-kupája
A KEK 1994–1995-ös szezonja volt a kupa 35. kiírása. A győztes a Real Zaragoza lett, miután a döntőben hosszabbítás után 2–1-re legyőzte az előző évben győztes Arsenal FC együttesét.

## Selejtező
| 1. csapat                 | Össz.     | 2. csapat        | 1. mérk. | 2. mérk. |
| ------------------------- | --------- | ---------------- | -------- | -------- |
| Bangor FC                 | 0–5       | FC Tatran Prešov | 0–1      | 0–4      |
| Barry Town FC             | 0–7       | Žalgiris         | 0–1      | 0–6      |
| FK Bodø/Glimt             | 6–0       | Olimpija Riga    | 6–0      | 0–0      |
| Fandok Babrujszk          | 4–4 (ig.) | SK Tirana        | 4–1      | 0–3      |
| Ferencvárosi TC           | 12–2      | F91 Dudelange    | 6–1      | 6–1      |
| Floriana FC               | 2–3       | Sligo Rovers FC  | 2–2      | 0–1      |
| Keflavík IF               | 2–6       | Makkabi Tel-Aviv | 1–2      | 1–4      |
| FC Norma Tallinn          | 1–14      | NK Maribor       | 1–4      | 0–10     |
| PFK Pirin Blagojevgrád    | 4–0       | FC Schaan        | 3–0      | 1–0      |
| B71 Sandur                | 0–7       | HJK Helsinki     | 0–5      | 0–2      |
| CS Tiligul-Tiras Tiraspol | 1–4       | AC Omonia        | 0–1      | 1–3      |
| FK Viktoria Zizkov        | 4–3       | IFK Norrköping   | 1–0      | 3–3      |

## Első forduló
| 1. csapat               | Össz.                 | 2. csapat              | 1. mérk. | 2. mérk.   |
| ----------------------- | --------------------- | ---------------------- | -------- | ---------- |
| Žalgiris                | 2–3                   | Feyenoord              | 1–1      | 1–2        |
| Makkabi Tel-Aviv        | 0–2                   | SV Werder Bremen       | 0–0      | 0–2        |
| Dundee United FC        | 4–5                   | FC Tatran Prešov       | 3–2      | 1–3        |
| FC Gloria Bistriţa      | 2–5                   | Real Zaragoza          | 2–1      | 0–4        |
| Sligo Rovers FC         | 2–5                   | Club Brugge            | 1–2      | 1–3        |
| PFK Pirin Blagojevgrád  | 1–8                   | Panathinaikósz         | 0–2      | 1–6        |
| Chelsea FC              | 4–2                   | FK Viktoria Zizkov     | 4–2      | 0–0        |
| NK Maribor              | 1–4                   | FK Austria Wien        | 1–1      | 0–3        |
| Brøndby IF              | 4–0                   | SK Tirana              | 3–0      | 1–0        |
| AC Omonia               | 1–6                   | Arsenal FC             | 1–3      | 0–3        |
| Beşiktaş JK             | 3–1                   | HJK Helsinki           | 2–0      | 1–1        |
| NK Dinamo Zagreb        | 3–4                   | AJ Auxerre             | 3–1      | 0–3        |
| FK Bodø/Glimt           | 3–4                   | UC Sampdoria           | 3–2      | 0–2        |
| Grasshopper-Club Zürich | 2–3                   | FC Csernomorec Odessza | 3–0      | 0–1        |
| FC Porto                | 3–0                   | ŁKS Łódź               | 2–0      | 1–0        |
| PFK CSZKA Moszkva       | 3–3 (11-esekkel: 6–7) | Ferencvárosi TC        | 2–1      | 1–2 (h.u.) |

## Második forduló
| 1. csapat        | Össz.     | 2. csapat               | 1. mérk. | 2. mérk. |
| ---------------- | --------- | ----------------------- | -------- | -------- |
| Feyenoord        | 5–3       | SV Werder Bremen        | 1–0      | 4–3      |
| FC Tatran Prešov | 1–6       | Real Zaragoza           | 0–4      | 1–2      |
| Club Brugge      | 1–0       | Panathinaikósz          | 1–0      | 0–0      |
| Chelsea FC       | 1–1 (ig.) | FK Austria Wien         | 0–0      | 1–1      |
| Brøndby IF       | 3–4       | Arsenal FC              | 1–2      | 2–2      |
| Beşiktaş JK      | 2–4       | AJ Auxerre              | 2–2      | 0–2      |
| UC Sampdoria     | 5–3       | Grasshopper-Club Zürich | 3–0      | 2–3      |
| FC Porto         | 6–2       | Ferencvárosi TC         | 6–0      | 0–2      |

## Negyeddöntő
| 1. csapat    | Össz.                 | 2. csapat     | 1. mérk. | 2. mérk.   |
| ------------ | --------------------- | ------------- | -------- | ---------- |
| Feyenoord    | 1–2                   | Real Zaragoza | 1–0      | 0–2        |
| Club Brugge  | 1–2                   | Chelsea FC    | 1–0      | 0–2        |
| Arsenal FC   | 2–1                   | AJ Auxerre    | 1–1      | 1–0        |
| UC Sampdoria | 1–1 (11-esekkel: 4–3) | FC Porto      | 0–1      | 1–0 (h.u.) |

## Elődöntő
| 1. csapat     | Össz.                 | 2. csapat    | 1. mérk. | 2. mérk.   |
| ------------- | --------------------- | ------------ | -------- | ---------- |
| Real Zaragoza | 4–3                   | Chelsea FC   | 3–0      | 1–3        |
| Arsenal FC    | 5–5 (11-esekkel: 3–2) | UC Sampdoria | 3–2      | 2–3 (h.u.) |

## Döntő
| 1995. május 10. 20:15 |

| Real Zaragoza           | 2–1 (h. u.)     | Arsenal     |
| ----------------------- | --------------- | ----------- |
| Esnáider 68' Nayim 120' | (0–0, 1–1, 1–1) | Hartson 77' |

| Parc des Princes, Párizs Nézőszám: 43 000 Játékvezető: Piero Ceccarini (olasz) |

| Az 1994–1995-ös kupagyőztesek Európa-kupája győztese |
| ---------------------------------------------------- |
| Real Zaragoza 1. cím                                 |